# Dosinia greyi
Dosinia exoleta је врста слановодних морских шкољки из рода Dosinia и породице Veneridae тзв. Венерине шкољке.

## Распрострањење
Нови Зеланд је природно станиште врсте.

## Станиште
Станиште врсте је море, подручја са сланом водом.